# 摩斯拉

摩斯拉成蟲 (《哥吉拉x魔斯拉x機械哥吉拉~東京SOS》)

摩斯拉（日語： モスラ，有時譯為摩斯拉或莫斯拉）是日本東寶怪獸電影系列中創造的巨蛾型生物，英文名稱是“Mothra”，是由蛾（Moth）以及母親（Mother）兩字所構成，所以魔斯拉是象徵母性的怪獸，誕生於1961年「別冊週刊朝日」雜誌，後改編成電影。與哥斯拉、加美拉齊名。

## 特徵
摩斯拉通常設定為人類的守護神，只要有怪獸的出現，摩斯拉便會為人類作戰。摩斯拉身邊經常有兩位小美人（或稱精靈、妖精），她們的歌聲能呼喚摩斯拉，令摩斯拉成長，及跟摩斯拉溝通，是摩斯拉非常重要的伙伴，但並非每部電影都有小美人，1968年《怪獸總進擊》是首部沒有小美人的電影，故事中摩斯拉被設定為人類飼養的怪獸。
摩斯拉最初是為保護因颱風被吹到靜之浦的巨蛋，由伊房島遠渡飛來。性格溫馴，是保持地球和平的怪獸。但有時會因為急速飛行而破壞了很多房屋及建築物。和其他電影怪獸最大的不同，在於摩斯拉的模樣會改變，會經歷卵、幼蟲、結繭、到羽化成蟲（飛蛾）等幾個成長階段。在1996年的新摩斯拉電影裡更是加入全新能力。

## 摩斯拉的攻擊招式
劇中摩斯拉為了應付其他怪獸，都會使用一些攻擊招式，除了幼、成蟲的基本攻擊招式之外，不同型態的摩斯拉也相對有較特殊的攻擊招式。
較常用的攻擊形式多為鱗粉，鱗粉除了影響摩斯拉的飛行能力，也能在戰鬥中導入，做出多樣化的戰術或是延伸出不同的攻擊類型，但同時鱗粉也是摩斯拉的最後武器，摩斯拉失去鱗粉會造成飛行能力減弱甚至無法飛行。
幼蟲型態基本技能：吐絲、口咬
【幼蟲型態特殊技能】:虹光絲線、光學隱身、腹部雷射(第六代LEO)
成蟲型態基本技能：暴風、毒鱗粉、鱗粉反射
【成蟲型態特殊技能】：超音波光線、鱗粉閃電、鱗粉折射力場、羽翼衝擊（第四代、第五代）
治癒能量（第四代、第五代、傳奇摩斯拉）
腹部雷射、鱗粉爆裂、鱗粉擎雷、日冕射線、分體幻化、鱗光射線、波導光柱、重力場改變、型態變化、X型光波、V型衝擊波、鎧翼切割（第六代LEO普通型態、海獸型態、鎧甲型態）
腳抓、撞擊、毒刺飛針（第七代）
鱗粉操縱、火焰攻擊（第十代用全身包裹的鱗粉，並在燃燒狀態下使用，用途為衝撞式攻擊）
爪擊、尾部針刺、絲網噴射、神光脈衝波(可破除大規模暴風雨)、鱗粉能量 (傳奇摩斯拉)
其中也有以封印為型式的招式，主要用來封印怪獸(第四代、第六代LEO)

## 登場電影
1. 《摩斯拉》 (1961年)
2. 《摩斯拉對哥吉拉》 (1964年)
3. 《三大怪獸 地球最大決戰》 (1964年)
4. 《哥吉拉·伊比拉·摩斯拉 南海大決鬥》 (1966年)
5. 《怪獸總進擊》 (1968年)
6. 《哥吉拉vs摩斯拉》 (1992年)
7. 《摩斯拉》 (1996年)
8. 《摩斯拉2 海底大決戰》 (1997年)
9. 《摩斯拉3 王者基多拉來襲》 (1998年)
10. 《哥吉拉·摩斯拉·王者基多拉 大怪獸總攻擊》 (2001年)
11. 《哥吉拉×摩斯拉×機械哥吉拉 東京SOS》 (2003年)
12. 《哥吉拉 最後戰役》 (2004年)
13. 《哥吉拉 II 怪獸之王》(2019年)
14. 《哥吉拉與金剛：新帝國》（2024年）

## 歷代摩斯拉

### 初代摩斯拉
- 幼蟲:
  - 全長:40~180m
  - 體重:1.2萬噸
  - 眼睛顏色:藍
  - 登場電影:《摩斯拉》
- 成蟲(1961年版):
  - 翼長:250m
  - 體長:80m
  - 體重:2萬噸
  - 登場電影:《摩斯拉》
- 成蟲(1964年版):
  - 翼長:135m
  - 體長:65m
  - 體重:1.5萬噸
  - 登場電影:《摩斯拉對哥吉拉》
  - 首次出现的摩斯拉，最初以巨大的卵的形态出现，后来卵孵化为幼虫。因为小美人被抓走而游过大海登上陆地前去拯救小美人，在東京鐵塔结茧变为成虫，成功的拯救了小美人。《摩斯拉對哥吉拉》中再次登场时由于产卵后迅速衰老体型有所缩小，与哥斯拉激战，鳞粉耗尽被哥斯拉杀死。

### 第二代摩斯拉
- 幼蟲: 
  - 全長:40m
  - 體重:1萬噸
  - 眼睛顏色:藍、紅
  - 登場電影:《摩斯拉對哥吉拉》《三大怪獸 地球最大決戰》
- 成蟲: 
  - 翼長:135m
  - 體長:45m
  - 體重:1.5萬噸
  - 登場電影:《哥吉拉·伊比拉·摩斯拉 南海大決鬥》
  - 由初代摩斯拉所生的卵之中孵化出来的双胞胎，一公一母，为母亲报仇而联手与哥斯拉对抗，将哥斯拉击退。《三大怪獸 地球最大決戰》之中雄性幼虫病死，雌性幼虫再次出场，与哥斯拉，拉顿联手对抗王者基多拉。在《哥吉拉·伊比拉·摩斯拉 南海大決鬥》里面已经变为成虫。

### 第三代摩斯拉
- 幼蟲: 
  - 全長:40m
  - 體重:0.8萬噸
  - 眼睛顏色:紅
  - 登場電影:《怪獸總進擊》
  - 应该是第二代摩斯拉的后代，但是剧中没有明确表示。与哥斯拉等众多怪兽联手对抗王者基多拉。

### 第四代摩斯拉 / 平成摩斯拉
- 幼蟲:
  - 全長:120m
  - 體重:1.5萬噸
  - 眼睛顏色:藍
- 成蟲: 
  - 翼長:175m
  - 體長:65m
  - 體重:2萬噸
  - 登場電影:《哥吉拉vs摩斯拉》
  - 最初以卵的形式登場，連同小美人由人類準備運輸回日本，在海上遭哥吉拉襲擊而孵化為幼蟲，隨後展開交戰，不久巴特拉幼蟲登場加入混戰，摩斯拉幼蟲與與人類脫離，留下哥吉拉与巴特拉幼蟲展开激战，后来受小美人的歌聲呼喚登陸日本並在國會大廈吐絲化繭，在小美人的歌聲中变为成虫，隨後與成蟲巴特拉在空中對戰，不敵巴特拉的攻擊漸落下風，隨後哥吉拉登陸便將巴特拉攻擊至重傷，摩斯拉出手救援巴特拉並進行溝通、治療其傷勢，隨後联手对抗哥吉拉，最终勉强将哥吉拉擊暈，與巴特拉抓起哥吉拉飛往海上準備將哥吉拉封印，巴特拉亦重伤而死與哥吉拉雙雙墜入海中，留下摩斯拉進行封印式後飛往宇宙，完成巴特拉的任務 - 阻止陨石撞击地球，疑似身上带有哥吉拉殘留的細胞，在宇宙中被黑洞吸收而造成太空哥吉拉誕生。
  - 相比昭和版摩斯拉，平成版摩斯拉擁有更強健的翅膀跟身體，腳爪也更粗長且擁有強大的抓力

#### 菲亞利摩斯拉(摩斯拉分身体)
- 翼長:30cm
- 登場電影:《哥吉拉vs太空哥吉拉》
  - 第四代摩斯拉的分身體，小小一隻帶有小美人的意識回到地球警告人類，太空哥吉拉即將來到地球。

### 第五代摩斯拉 / 親摩斯拉
- 成蟲: 
  - 翼長:150m
  - 全長:25m
  - 體重:0.6萬噸
  - 登場電影:《摩斯拉》
  - 造型與第四代摩斯拉相似，但與前者無任何關聯性，是一支全新故事線的摩斯拉，是第六代摩斯拉(LEO)的母親，於嬰靈島产卵后消耗生命能量，受小美人招喚前往與帝斯基多拉對戰，最終不敌帝斯基多拉，使計讓帝斯基多拉擊潰水壩將其沖走，带着自己的孩子飛到海上之后，交代第六代LEO後事不久便沉入海中死去。

#### 菲亞利(摩斯拉分身体)
- 体長:18cm
  - 翼長:30cm
- 飛行速度：1马赫
- 登場電影:《摩斯拉》《摩斯拉2 海底大決戰》《摩斯拉3 王者基多拉來襲》
  - 由小美人從親摩斯拉所產的卵中召喚出的分體，擁有親摩斯拉的攻擊技能，會隨著劇情發展變化造型跟能力，平時作為小美人的坐騎。

### 第六代摩斯拉 / 新摩斯拉
- 幼蟲:
  - 全長:25m
  - 體重:0.3萬噸
  - 眼睛顏色:藍
  - 登場電影:《摩斯拉》
- 新生摩斯拉:
  - 翼長:53m
  - 全長:24m
  - 體重:0.59萬噸
  - 登場電影:《摩斯拉》
- 水中型態摩斯拉:
  - 翼長:30m
  - 全長:24m
  - 體重:0.35萬噸
  - 登場電影:《摩斯拉2 海底大決戰》
- 彩虹摩斯拉
  - 翼長:53m
  - 全長:24m
  - 體重:0.59萬噸
  - 登場電影:《摩斯拉2 海底大決戰》
- 光速型態摩斯拉
  - 翼長:30m
  - 全長:24m
  - 體重:0.35萬噸
  - 登場電影:《摩斯拉3 王者基多拉來襲》
- 鎧摩斯拉
  - 翼長:50m
  - 全長:25m
  - 體重:0.59萬噸
  - 登場電影:《摩斯拉3 王者基多拉來襲》
- 永恆摩斯拉
  - 翼長:50m
  - 全長:25m
  - 體重:0.59萬噸
  - 登場電影:《摩斯拉3 王者基多拉來襲》
  - 五代親摩斯拉的孩子，依照母亲的嘱托来到千年神树之下结茧变为成虫，由于吸收了自然能量及神樹精華而比母亲更加强大，獲得全新能力，以壓倒性的能力打败並封印了帝斯基多拉。《摩斯拉2 海底大決戰》裡對戰海獸 - 達哥拉，原本在陸上及空中佔有優勢，在被達哥拉襲擊後墜入海中，呈現瀕死狀態，後吸收了海底王國 - 尼拉加納的祕寶之力成為彩虹摩斯拉，獲得全新進化的能力並可变化为海獸型態的水之摩斯拉，與達哥拉交戰展現出全新能力完全壓制達哥拉，戰後將瀕死達哥拉封印在即將再度沉沒的海底王國之中。《摩斯拉3 王者基多拉來襲》之中，王者基多拉襲擊日本並將全日本的小孩都吸收掉，受小美人招喚前來對付王者基多拉，但因不明原因導致攻擊無效化而遭王者基多拉擊落，後與小美人討論後堅持穿越到遠古时代的時間線消滅幼年的王者基多拉取勝，受小美人的詠唱祝福由海獸型態轉換成光速型態成功回到遠古時期後與幼年基多拉展開交戰，卻被幼年基多拉佔上風，後來則抓著幼年基多拉飛往火山將其投入火山口燒死，導致現代的王者基多拉消失，而自己亦受火山爆發波及陷入垂死狀態，之後則被三隻原始摩斯拉幼蟲吐出来的絲所包裹，進入沉睡。而王者基多拉憑借遠古時期的幼體基多拉斷尾在现代再次复活，而當時沉睡的摩斯拉亦在現代的時間線再次進化成為鎧甲摩斯拉甦醒，再與王者基多拉一戰，以壓倒性能力将王者基多拉再次打败，之后褪去铠甲成为不死不滅的摩斯拉最強型態-永恒摩斯拉

### 第七代摩斯拉 / 海之守護神 最珠羅
- 幼蟲: 
  - 全長:30
  - 體重:1萬噸
  - 眼睛顏色:紫
- 成蟲:
  - 翼長:75m
  - 全長:24m
  - 體重:1萬5000噸
  - 登場電影:《哥吉拉·摩斯拉·王者基多拉 大怪獸總攻擊》
  - 外型酷似大黃蜂，身體採流線化設計，腳爪白色且細長無毛，腹部則像蜂類一樣擁有針刺，歷史上第二隻沒有小美人跟隨的摩斯拉，該作中是以純粹怪獸的身分登場，也是“護國三聖獸傳記”中的海之守護神，古時稱為“最珠羅”沉睡了二千年的護國聖獸之一。幼蟲居住在鹿兒島池田湖，有過襲擊人類的紀錄，是第一隻會在水上結繭的摩斯拉，因哥吉拉上陸而在湖中吐絲羽化，飛往橫濱和哥吉拉戰鬥，戰鬥中為了幫瀕死的基多拉幼體擋下哥吉拉的射線後重傷倒地，最後遭哥吉拉的射線貫穿身體逐漸化為光粒子，該光粒子後來傳導到基多拉幼體身上成為完全体  天之守護神 - 王者基多拉。

### 第八代摩斯拉
- 成蟲: 
  - 翼長:108m
  - 體長:36m
  - 體重:1萬2000噸
  - 飛行速度:30馬赫
  - 登場電影:《哥吉拉×摩斯拉×機械哥吉拉 東京SOS》
  - 登場時以不明飛行物的身份入侵日本領空而遭自衛隊武力攔截，在空中釋放鱗粉干擾自衛隊後消失在雷達上，目的是帶領小美人向人類警告哥吉拉的出現與三式機龍的事情，並在日本鹿兒島上產卵預防哥吉拉入侵，哥吉拉在東京灣登陸時，摩斯拉受到召喚後，拖著虛弱的身體飛臨東京與哥吉拉陷入苦戰，被哥吉拉打成重傷造成戰鬥力下降，最終遭哥吉拉用射線轟擊翅膀而墜落，徹底失去戰鬥能力，後兩隻幼蟲孵化趕往東京協助作戰，為了替幼蟲們擋下哥吉拉的射線而被燒成灰燼而死。

### 第九代摩斯拉
- 幼蟲:
  - 全長:43m
  - 體重:0.9萬噸
  - 眼睛顏色:藍、紅 (憤怒時)
  - 登場電影:《哥吉拉×摩斯拉×機械哥吉拉 東京SOS》
  - 第八代摩斯拉的孩子，故事中為一雄一雌的幼蟲，孵化後趕往東京協助母親與人類，目睹母親遭哥吉拉殺死而進入紅眼的悲憤狀態，与三式機龍联手對付哥吉拉，將哥吉拉用絲線完全包裹後由機龍帶走，幼蟲們則帶著小美人回到鹿兒島。

### 第十代摩斯拉
- 成蟲:
  - 翼長:216m
  - 體長:72m
  - 體重:2萬5000噸
  - 飛行速度:50馬赫
  - 登場電影:《哥吉拉 最後戰役》
  - 該作中設定為地球意志的守護神獸，一萬兩千年前外星怪兽 - 蓋鋼入侵地球摧毀一切，摩斯拉戰鬥力不敵蓋鋼，只將蓋鋼封印住，之後便進入沉睡，小美人感受到其他外星怪獸的入侵而將摩斯拉喚醒，飛往日本支援哥吉拉戰鬥，又再次對抗蓋鋼，在一番苦戰後用使計用鳞粉将蓋鋼的飛鐮圓鋸干擾回去将蓋鋼的頭部切斷，再用鱗粉包圍自己讓蓋鋼使用擴散雷射引燃，以全身火焰的火焰形态将盖刚撞成碎片後退場，不過摩斯拉並沒有因此而燒死，在片尾結束後以完全姿態飛回嬰兒島，普通型態的造型與2003年是一樣的不過劇情中設定更大隻，牠不屬於第九代幼蟲的成蟲型態，是全新故事線的摩斯拉。

### 傳奇版摩斯拉
- 成蟲:
  - 翼長:244.75m
  - 身高:20.11m
  - 眼睛顏色:藍
- 登场电影：《哥吉拉 II 怪獸之王》《哥吉拉與金剛：新帝國》

不同於東寶公司以往多數毛絨絨的摩斯拉設計概念，本次摩斯拉的軀體接近大怪獸總攻擊當中登場的第七代摩斯拉-最珠羅，軀體用昆蟲外骨骼取代絨毛，且有著隱藏的尾針；而傳奇影業團隊更加強調生物感，同時將摩斯拉帶向類似擬人化的型態，有著巨大的前翅以及類人型的後腿、黃蜂型的身體以及胸前四支鐮刀狀的前肢，羽毛狀觸角，翅膀花紋也重新設計過，加大前翅的體積，其中翅膀上的眼睛花紋則採用傳奇哥吉拉的眼神作為設計，呼應彼此身為怪獸之王以及怪獸女王的共生關係，巨大的翅膀除了能投射出神聖的光輝，也能利用自身的生物β光進行變色來達到類似匿蹤的效果，頭部設計依然保有以往東寶版歷代摩斯拉的白色絨毛特徵。
做為頂級的鱗翅目巨蛾型怪獸，在遠古文明稱其為『怪獸女王』、『天空女神』及『光明之神』，並被古人當成神明般祭祀膜拜著，是對人類無害的怪獸之一，其巨大的胸部外殼能以生物光波的形式發出β波，將其投射在翅膀複雜的圖案上，轉變為具有攻擊性的強大致盲光輝『神光』。被發現以卵的姿態沉睡在中國雲南山林的神廟中。
電影劇情中，早在上古時期就曾有過摩斯拉一族與哥吉拉一族共同對抗王者基多拉的記載，一開始以卵的形式登場於中國雲南深處的蛾之神廟當中，內部由君主計劃建立的基地研究著，孵化後因人類的禁錮而暴走，開始攻擊基地人員，在艾瑪博士的奧卡聲學控制器的作用下漸漸安撫，爾後幼蟲在基地附近的瀑布內化蛹，在蛻變為成蟲之後便現身於君主計畫前哨站的海域上方，將鱗粉能量投入海中，鱗粉能量的軌跡引導人類去定位哥吉拉的所在位置，隨後在波士頓之戰中現身協助哥吉拉作戰，並與拉頓展開激烈的空中對戰，將拉頓重創後前去協助瀕死的哥吉拉，被王者基多拉的引力光線擊中後化成能量粒子，摩斯拉的能量粒子最後流到哥吉拉的體內，來引導哥吉拉體內過溢的核能量轉化爆發，而爆發出的衝擊波，其造型便是摩斯拉的雙翅，同時也會伴隨摩斯拉的鳴叫聲。最後君主組織在另處發現了另一個蟲卵。本作的摩斯拉亦象徵著輪迴轉世、重生不死的形象，擁有將記憶繼承到下一個體的能力，所以基本上怪獸宇宙之中的摩斯拉都可以算是同一隻。
在官方小說當中，摩斯拉有極高智慧和心電感應能力，與雙胞胎博士家族有著特殊的連結，陳凌博士 (Dr. Ling) 能夠明確的感受到摩斯拉即將羽化而走到瀑布前等待；一旁的Dr. Houston Brooks因此回想起骷髏島上Iwi族人與金剛的關係。摩斯拉也有與出生時所見到的Madison建立精神意識連結，在最後的波士頓大戰，以精神意識歌唱，安撫受傷在家動彈不得的Madison。
而在導演麥可·道格堤的推特上已證實，摩斯拉與哥吉拉並非純粹的共生關係，而是跨物種間的戀愛關係；以及，摩斯拉在海面現身指引人類去協助哥吉拉後，隨即前往他處產卵，之後才於波士頓大戰現身。

## 延伸閱讀
小野/俊太郎. . 日本: 講談社現代新書. 2007-07-19. ISBN 978-4062879019 （日语）.

## 外部連結
- 台灣魔斯拉世界-MOTHRA WORLD （页面存档备份，存于）
- 発光妖精とモスラ （页面存档备份，存于）
- 『モスラ』における「怪獣」の表象について （页面存档备份，存于）
- Mothra's Universe Extensive discussion board.
- Mothra's Shrine
- Mothra's Domain （页面存档备份，存于）
- Mothra's wikizilla page